# Rhaphuma placida
Rhaphuma placida là một loài bọ cánh cứng trong họ Cerambycidae.